# Heinrich Heinemann
Heinrich Heinemann (ur. 15 września 1842 w Biskupcu, zm. 3 lipca 1918 w Tambach) – niemiecki aktor i dramatopisarz żydowskiego pochodzenia.

## Życiorys
Urodził się w żydowskiej rodzinie w Biskupcu. Ukończył Gimnazjum Fryderyka Wilhelma w Berlinie. Debiutował w 1864 roku we Wrocławiu. Pracował w teatrach we Flensburgu, Królewcu (1865–1867), Würzburgu (1867–1869), Wrocławiu (1869–1871, 1874–1878) i Wiedniu (1872–1874), a od 1878 r. w Brunszwiku. Występował w rolach dramatycznych i komediowych, grając m.in.: Malvolio, Zettela, Vansena, Thimoteusa Blooma, Bolzau’a. Napisał  ponad 30 sztuk teatralnych, w tym: Der Schriftstellertag, Herr und Frau Doktor, Auf glatter Bahn: Lustspiel in vier Aufzügen, Die Zeisige, Das Tägliche Brot, Die Letzte Lüge, Echo,
Zmarł w  1918 roku w Tambach w Bawarii.